# Liste der Monuments historiques in Saint-Urbain-Maconcourt
Die Liste der Monuments historiques in Saint-Urbain-Maconcourt führt die Monuments historiques in der französischen Gemeinde Saint-Urbain-Maconcourt auf.

## Liste der Immobilien
| Bezeichnung       | Beschreibung                                                      | Standort                                        | Kennzeichnung | Schutzstatus | Datum | Bild           |
| ----------------- | ----------------------------------------------------------------- | ----------------------------------------------- | ------------- | ------------ | ----- | -------------- |
| Kloster St-Urbain | im 9. Jahrhundert gegründet; Torhaus, Damenlogis, 15. Jahrhundert | Saint-Urbain-sur-Marne, cour de l’Abbaye (Lage) | PA00079235    | Inscrit      | 1947  | weitere Bilder |

## Liste der Objekte
| Bezeichnung              | Beschreibung                                                                                            | Standort                                                | Kennzeichnung | Schutzstatus | Datum | Bild |
| ------------------------ | --- | ------------------------------------------------------- | ------------- | ------------ | ----- | ---- |
| Tabernakel               | Holz, vergoldet, 18. Jahrhundert, Bildhauer Jean-Baptiste Bouchardon                                    | Saint-Urbain-sur-Marne, in der Kirche St-Étienne (Lage) | PM52001122    | Classé       | 1908  |      |
| Skulptur Heiliger Stefan | Stein, farbig gefasst, 16. Jahrhundert                                                                  | Saint-Urbain-sur-Marne, in der Kirche St-Étienne (Lage) | PM52001124    | Classé       | 1973  |      |
| Zwei Reliquienbüsten     | Holz, farbig gefasst und vergoldet, Anfang des 18. Jahrhunderts, Jean-Baptiste Bouchardon zugeschrieben | Saint-Urbain-sur-Marne, in der Kirche St-Étienne (Lage) | PM52001339    | Classé       | 1991  |      |
| Chorschranke             | Stein, 18. Jahrhundert                                                                                  | Saint-Urbain-sur-Marne, in der Kirche St-Étienne (Lage) | PM52001123    | Classé       | 1908  |      |